# Camaridium latifolium
Camaridium latifolium är en orkidéart som beskrevs av Rudolf Schlechter. Camaridium latifolium ingår i släktet Camaridium och familjen orkidéer. Inga underarter finns listade i Catalogue of Life.